# فروند (عشيرة)
فروند هو اسم عشيرة الديلم الملكية التي كانت تتجول في الداخل في إيران. أحد أفراد العشيرة هو خوشكيا بن وجيكا الذي حكم ملك الجيلاك في أوائل القرن العاشر.